# Serie A 1923 (pallapugno)
La Serie A di pallapugno 1923 è stata l'undicesimo campionato italiano di pallapugno. Si è svolta nel 1923, terminando il 28 ottobre, e la vittoria finale è andata per la seconda volta alla città di Acqui Terme, capitanata da Maggiorino Bistolfi, al suo secondo scudetto.

## Regolamento
Secondo i documenti reperibili le squadre iscritte disputarono degli incontri di qualificazione, le semifinali e la finale. Tutti gli incontri si svolsero allo Sferisterio Borgo Vanchiglia di Torino.

## Squadre partecipanti
Al torneo parteciparono cinque società sportive piemontesi e due liguri, oltre a una società di cui non si ha traccia nei documenti dell'epoca, che aveva come battitore Francesco Delpiano.
| Squadra             | Provenienza | Campionati di Serie A | Risultato 1922               |
| ------------------- | ----------- | --------------------- | ---------------------------- |
| Acqui Terme         | Piemonte    | 3                     | 3° in Serie A                |
| Asti                | Piemonte    | 3                     | -                            |
| Beinette            | Piemonte    | 2                     | 5° in Serie A                |
| Bra                 | Piemonte    | 6                     | Campione d'Italia di Serie A |
| Porto Maurizio      | Liguria     | Esordio               | -                            |
| Rocchetta Tanaro    | Piemonte    | 2                     | 2° in Serie A                |
| Sanremo             | Liguria     | 6                     | 3° in Serie A                |
| Squadra sconosciuta | ?           | ?                     | ?                            |

## Formazioni
| Squadra             | Battitore           | Spalla          | Terzini                             |
| ------------------- | ------------------- | --------------- | ----------------------------------- |
| Acqui Terme         | Maggiorino Bistolfi | Raimondo        | G. Solferino, Alessandro Bistolfi   |
| Asti                | Santero             | Sacchero        | Porro, Negro                        |
| Beinette            | C. Marengo          | Silvestro Gyp   | S. Marengo, Civallero, Molino       |
| Bra                 | Pierino Bonsignore  | Riccardo Fuseri | Maurizio Aprile, Botto              |
| Porto Maurizio      | Ricca               | ?               | ?                                   |
| Rocchetta Tanaro    | Bendone             | G. Trinchero    | D. Depanis, Porzio                  |
| Sanremo             | Milin Panizzi       | Maurizio Bruno  | Molle, G. B. Bensa, Pipetto Rembado |
| Squadra sconosciuta | Francesco Delpiano  | ?               | ?                                   |

## Torneo

### Qualificazioni
Sono stati reperiti i risultati dei seguenti incontri:
| Acqui Terme - Beinette     | 11 - 9  |
| Porto Maurizio - Asti      | 11 - 7  |
| Bra - Rocchetta Tanaro     | 11 - 9  |
| Rocchetta Tanaro - Sanremo | 11 - 5  |
| Beinette - Bra             | 11 - 9  |
| Asti - Rocchetta Tanaro    | 12 - 10 |
| Bra - Asti                 | 11 - 9  |

## Semifinali
| Beinette - Sanremo | 11 - 2  |
| Beinette - Bra     | 12 - 10 |

## Finale
| 28 ott. | Acqui Terme - Beinette | 13 - 12 |

## Verdetti
- Acqui Terme Campione d'Italia 1923 (2º titolo)